# Monumentenlijst
Op een monumentenlijst staan cultuurhistorisch waardevolle panden en objecten die beschermd zijn. Doel van deze bescherming is om dit erfgoed voor toekomstige generaties te behouden. Het is de bedoeling dat de panden en objecten zo veel mogelijk ongeschonden blijven. Dit betekent niet dat  monumenten niet mogen worden gewijzigd. Het is van het grootste belang dat deze een functioneel onderdeel blijven vormen van de bebouwde omgeving. Als een eigenaar een monument wil veranderen dient deze een monumentenvergunning aan te vragen bij de betreffende overheidsinstantie.
Een vermelding op een monumentenlijst is vaak een voorwaarde om voor restauratie- of instandhoudingssubsidie in aanmerking te komen.

## Wijze van bescherming
Er bestaan diverse categorieën  monumenten: 

### rijksmonument
Dit is een pand of object van minstens vijftig jaar oud dat door de cultuurhistorische waarde en schoonheid van nationaal belang is. Hierdoor wordt het pand door de rijksoverheid beschermd met als doel de monumentale waarde ervan te behouden. De bescherming is geregeld in de Monumentenwet 1988. Nederland heeft ongeveer 55.000 rijksmonumenten. Een overzicht van alle monumenten wordt bijgehouden door de Rijksdienst voor het Cultureel Erfgoed.
Voor het verlenen van de monumentenvergunning is in principe de gemeente waarin het monument is gelegen het bevoegd gezag.

### provinciaal monument
In Nederland zijn slechts drie provincies die over een eigen monumentenlijst bezitten: de provincies Noord-Holland, Limburg en Drenthe. De lijst wordt samengesteld door de Provinciale Staten. De provincie verleent de monumentenvergunning voor de provinciale monumenten.

### gemeentelijk monument
Iedere gemeente in Nederland kan besluiten een bijzonder pand of object op de gemeentelijke monumentenlijst te plaatsen. Dit gebeurt als een pand geen nationale betekenis heeft, maar wel van plaatselijk of regionaal belang is. Voorwaarde is wel dat de gemeente over een gemeentelijke monumentenverordening beschikt, waarin geregeld is dat de gemeente deze mogelijkheid biedt. De gemeente verleent de monumentenvergunning voor gemeentelijke monumenten.

### beschermd stads- of dorpsgezicht
Dit is een kwalificatie van een gebied of een groep gebouwen die van algemeen belang is wegens zijn schoonheid, zijn onderlinge ruimtelijke of structurele samenhang. Wanneer de gebouwen aangemerkt zijn als beschermd gezicht mogen ze niet worden afgebroken of worden gewijzigd zonder een schriftelijke vergunning van het college van burgemeester en wethouders. Ook gebouwen die niet worden aangemerkt als monument, kunnen hieronder vallen. Vaak bepalen een aantal gebouwen samen, of de ruimtelijke structuur en de onderlinge samenhang van de gebouwen, het historisch karakter van een stad of dorp.
Een dergelijke bescherming is zowel mogelijk op nationaal niveau (van rijkswege beschermde gezichten op basis van artikel 35 van de Monumentenwet 1988) als op lokaal niveau (gemeentelijk beschermde gezichten op basis van een gemeentelijke monumentenverordening).

### varend monument
Dit is een schip dat ouder is dan vijftig jaar, in Nederland ligt of onder Nederlandse vlag vaart en is opgenomen  in het Nationaal Register Varende Monumenten van de  Federatie Oud Nederlandse Vaartuigen (FONV) en voldoet aan een aantal specifieke criteria.  